# Емеритус

Емеритус (женски род: емерита, скраћено емер.) је свечана титула која се додјељује некоме ко пензионише са положаја разликовања, углавном академски положај на факултету, али је дозвољено да се користи бивша титула, нпр. „професор емеритус“.
У неким случајевима, термин се аутоматски додјељује свима који одлазе у пензију у датом чину, али у другима, остаје ознака за истакнуте заслуге која се селективно додјељује при одласку у пензију. Такође се користи када особа која се одликује професијом оде у пензију или преда позицију, омогућавајући да се њихов претходни чин задржи. Израз „емеритус“ не значи нужно да се неко одрекао свих дужности са свог претходног положаја и да може наставити да обавља неке од њих.
У описима преминулих професора емерити наведених на универзитетима у САД, титула „емеритус“ је замењена назнаком година њиховог именовања, осим у читуље, где се може користити за означавање њиховог статуса у тренутку смрти.